# Edmond Huyn van Amstenrade
Edmond graaf Huyn van Amstenrade (Aken, circa 1567 - Alden Biesen (Bilzen), 9 april 1634) was van 1606 tot aan zijn dood landcommandeur van de balije Biesen te Alden Biesen, gelegen in de huidige Belgisch-Limburgse deelgemeente Rijkhoven van Bilzen.

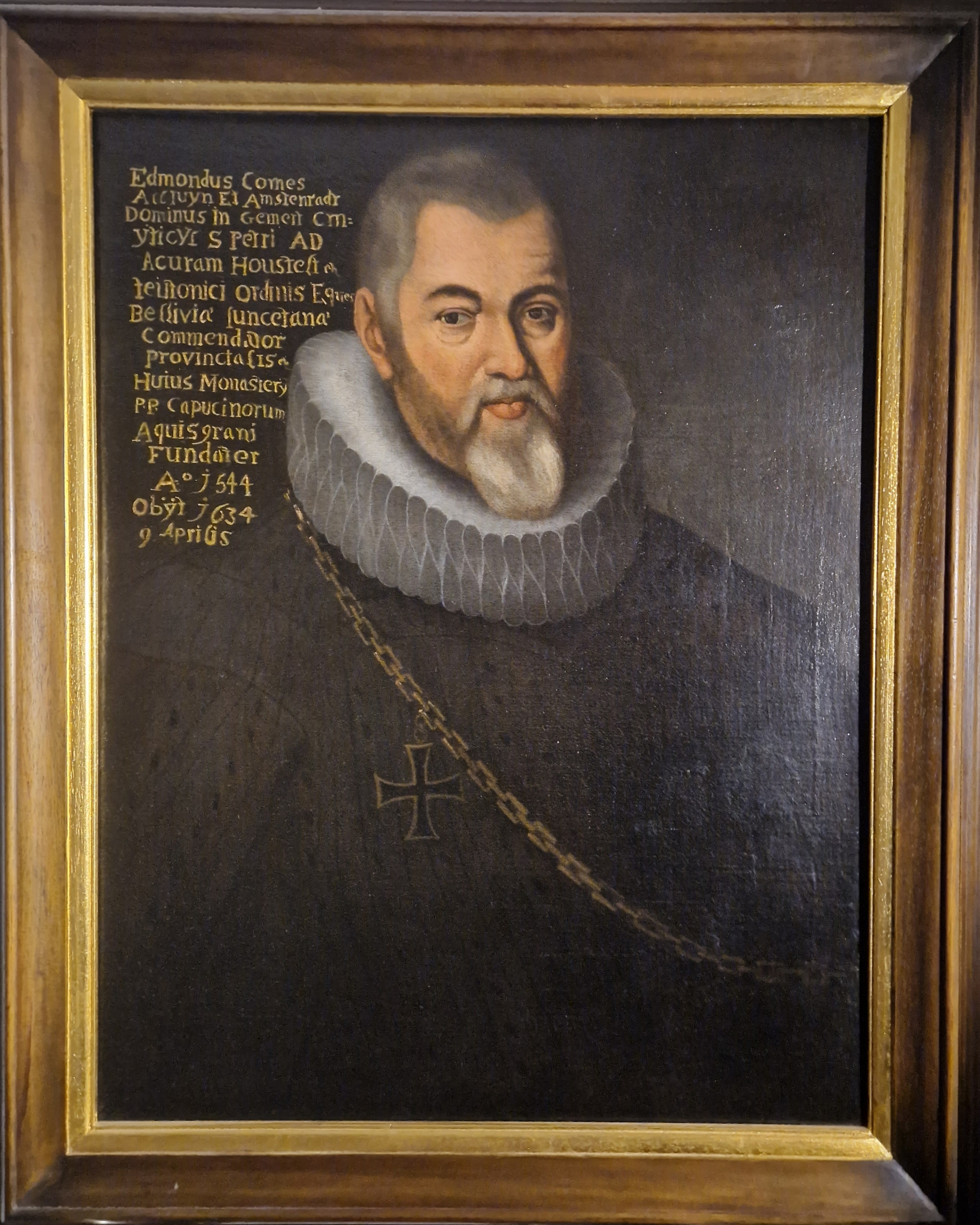
portrait of Edmond Huyn van Amstenrade

## Biografie
Edmond Huyn van Amstenrade was een zoon van Caspar Huyn van Amstenrade, heer van Amstenrade, en was een neef van zijn Biesense voorganger Heinrich von Reuschenberg. Hij werd reeds op 5-jarige leeftijd voorbestemd om landcommandeur te worden en hem op te volgen. 
In 1594 werd hij in de Duitse Orde opgenomen en werd hij bouwmeester. Huyn van Amstenrade nam met 7 andere ridders van Alden Biesen deel aan de veldtocht tegen de Turken in Kroatië waar hij zich onderscheidde. In 1598 werd Huyn van Amstenrade commandeur van de commanderij van Gruitrode, in 1603 werd hij commandeur van de commanderij van Bernissem (Sint-Truiden) en in 1605 werd hij stadhouder van de provincie Biesen. Ten slotte werd Huyn van Amstenrade in 1606 benoemd tot landcommandeur van Alden Biesen waar hij Willem Bock van Lichtenberg, die slechts korte tijd landcommandeur was, opvolgde.
Huyn van Amstenrade zette het beleid van zijn neef von Reuschenberg verder. Op het gebied van onderwijs had von Reuschenberg een groots onderwijsprogramma opgezet om Ordepriesters voor de provincie Biesen op te leiden. Omstreeks 1617 kocht Huyn van Amstenrade in Leuven een complex van de karmelieten en vormde dit om tot het College van de Duitse Orde, waar kandidaat-priesters uit de Duitse Orde werden opgeleid. In 1624 liet hij er een nieuw gebouw optrekken. De bedoeling van Huyn van Amstenrade was om dit complex op termijn om te vormen tot een nieuwe commanderij maar dit stuitte op tegenstand van de Leuvense magistraat. 
Door financiële steun te geven aan de kloosterorden in de provincie zorgde Huyn van Amstenrade voor een katholieke heropleving. Hij gaf de eerste aanzet tot de bouw van de kerk op Alden Biesen. De oude Onze-Lieve-Vrouwkapel werd afgebroken en zijn opvolger en achterneef Godfried Huyn van Geleen voltooide de bouw van de kerk.
Op Alden Biesen voltooide Huyn van Amstenrade verder de bouw van de voorburcht die in 1571 begonnen was door von Reuschenberg. In 1616 werd het gasthuis van Alden Biesen gebouwd; hier werd de omwonende jeugd door een priester van de Duitse Orde onderwezen in catechismus.
Net zoals von Reuschenberg zijn geboortestad Keulen zeer genegen was, was Huyn van Amstenrade eveneens zijn geboortestad (Aken) genegen. Hij financierde de bouw van een nieuw jezuïetencollege en legde de eerste steen van de nieuwe kerk van de Akense commanderij.
In 1611 had Huyn van Amstenrade de heerlijkheid Ordingen verworven door aankoop van Sophia van Bellinckhausen, de weduwe van Gerald Huyn van Amstenrade, die de heerlijkheid bezat. Hij stichtte er een nieuwe commanderij en verhuisde de commanderij van Holt (Kortessem) in 1625 eveneens naar Ordingen. In 1633 nam de commanderij haar intrek in het kasteel van Ordingen.
Edmond Huyn van Amstenrade ligt begraven in een marmeren grafsteen in het koor van de kerk van Alden Biesen die sinds 1870 de parochiekerk van Rijkhoven is. Zijn opvolger en achterneef Godfried Huyn van Geleen werd na diens dood eveneens onder dezelfde grafsteen begraven.